# NHL 1935./36.
NHL-sezona 1935./36. je bila devetnaesta sezona NHL-a. 8 momčadi, podijeljeni na dvije skupine, odigrali su 48 utakmica. Pobjednik Stanleyjeva kupa je bila momčad Detroit Red Wingsa, koja je u finalnoj seriji pobijedila Toronto Maple Leafse s 3:1.
Financijska kriza u NHL-u se nastavlja. NHL otkupljuje momčad St. Louis Eaglese i New York Americansa. Americansima dobiva novu upravu dok se igrači Eaglesa raspodjeljiva po drugim momčadima NHL-a.  
Veliku prašinu diže plan prodavanja Montreal Canadiensa u Cleveland. Srećom našlo se trojicu trgovca koji su za 165.000 $ kupili momčad i s time je ostala ta momčad u Montrealu.
Najduža utakmica doigravanja u povijesti NHL-a odigrali su Red Wingsi i Maroonsi. Tek u 176:30 minuti je igrač Detroita, Mud Brunteau, postigao zgoditak, u najdužim produžecima u povijesti NHL-a.

## Regularna sezona

### Ljestvice
Kratice: P = Pobjede, Po. = Porazi, N = Neriješeno, G= Golovi, PG = Primljeni Golovi, B = Bodovi
| Kanadska divizija   | P  | Po. | N  | G   | PG  | B  |
| ------------------- | -- | --- | -- | --- | --- | -- |
| Montreal Maroons    | 22 | 16  | 10 | 114 | 106 | 54 |
| Toronto Maple Leafs | 23 | 19  | 6  | 126 | 106 | 52 |
| New York Americans  | 16 | 25  | 7  | 109 | 122 | 39 |
| Montreal Canadiens  | 11 | 26  | 11 | 82  | 123 | 33 |

| Američka divizija  | P  | Po. | N  | G   | PG  | B  |
| ------------------ | -- | --- | -- | --- | --- | -- |
| Detroit Red Wings  | 24 | 16  | 8  | 124 | 103 | 56 |
| Boston Bruins      | 22 | 20  | 6  | 92  | 83  | 50 |
| Chicago Blackhawks | 21 | 19  | 8  | 93  | 92  | 50 |
| New York Rangers   | 19 | 17  | 12 | 91  | 96  | 50 |

### Najbolji strijelci
Kratice: Ut. = Utakmice, G = Golovi, A = Asistencije, B = Bodovi
| Igrač            | Momčad       | Ut. | G  | A  | B  |
| ---------------- | ------------ | --- | -- | -- | -- |
| Sweeney Schriner | NY Americans | 48  | 19 | 26 | 45 |
| Marty Barry      | Detroit      | 48  | 21 | 19 | 40 |
| Paul Thompson    | Chicago      | 45  | 17 | 23 | 40 |
| Bill Thoms       | Toronto      | 48  | 23 | 15 | 38 |
| Charlie Conacher | Toronto      | 44  | 23 | 15 | 38 |
| Hooley Smith     | Mtl. Maroons | 47  | 19 | 19 | 38 |
| Doc Romnes       | Chicago      | 48  | 13 | 25 | 38 |
| Art Chapman      | NY Americans | 47  | 10 | 28 | 38 |
| Herbie Lewis     | Detroit      | 45  | 14 | 23 | 37 |
| Baldy Northcott  | Mtl. Maroons | 48  | 15 | 21 | 36 |

## Doigravanje za Stanleyjev kup
Sve utakmice odigrane su 1936. godine.

### Prvi krug
| Montreal Maroons vs. Detroit Red Wings                             | Montreal Maroons vs. Detroit Red Wings | Montreal Maroons vs. Detroit Red Wings | Montreal Maroons vs. Detroit Red Wings | Montreal Maroons vs. Detroit Red Wings | Montreal Maroons vs. Detroit Red Wings | Montreal Maroons vs. Detroit Red Wings |
| Datum                                                              | Gostujuća momčad                       | Gostujuća momčad                       | Domaćin                                | Domaćin                                | Bilješke                               |                                        |
| ------------------------------------------------------------------ | -------------------------------------- | -------------------------------------- | -------------------------------------- | -------------------------------------- | -------------------------------------- | -------------------------------------- |
| 24. ožujka                                                         | Detroit                                | 1                                      | 0                                      | Mtl. Maroons                           | 7OT                                    |                                        |
| 26. ožujka                                                         | Detroit                                | 2                                      | 0                                      | Mtl. Maroons                           |                                        |                                        |
| 29. ožujka                                                         | Mtl. Maroons                           | 0                                      | 3                                      | Detroit                                |                                        |                                        |
| Detroit pobjeđuje seriju s 3:0 i kvalificira se za Stanleyjev kup. |                                        |                                        |                                        |                                        |                                        |                                        |

| Boston Bruins vs. Toronto Maple Leafs                                 | Boston Bruins vs. Toronto Maple Leafs | Boston Bruins vs. Toronto Maple Leafs | Boston Bruins vs. Toronto Maple Leafs | Boston Bruins vs. Toronto Maple Leafs | Boston Bruins vs. Toronto Maple Leafs |
| Datum                                                                 | Gostujuća momčad                      | Gostujuća momčad                      | Domaćin                               | Domaćin                               |                                       |
| --------------------------------------------------------------------- | ------------------------------------- | ------------------------------------- | ------------------------------------- | ------------------------------------- | ------------------------------------- |
| 24. ožujka                                                            | Toronto                               | 0                                     | 3                                     | Boston                                |                                       |
| 26. ožujka                                                            | Boston                                | 3                                     | 8                                     | Toronto                               |                                       |
| Toronto pobjeđuje seriju s 8:6 golova i kvalificira se za drugi krug. |                                       |                                       |                                       |                                       |                                       |

| New York Americans vs. Chicago Blackhawks                                     | New York Americans vs. Chicago Blackhawks | New York Americans vs. Chicago Blackhawks | New York Americans vs. Chicago Blackhawks | New York Americans vs. Chicago Blackhawks | New York Americans vs. Chicago Blackhawks |
| Datum                                                                         | Gostujuća momčad                          | Gostujuća momčad                          | Domaćin                                   | Domaćin                                   |                                           |
| ----------------------------------------------------------------------------- | ----------------------------------------- | ----------------------------------------- | ----------------------------------------- | ----------------------------------------- | ----------------------------------------- |
| 24. ožujka                                                                    | Chicago                                   | 0                                         | 3                                         | NY Americans                              |                                           |
| 26. ožujka                                                                    | NY Americans                              | 4                                         | 5                                         | Chicago                                   |                                           |
| NY Americansi pobjeđuju seriju s 7:5 golova i kvalificiraju se za drugi krug. |                                           |                                           |                                           |                                           |                                           |

### Drugi krug
| Toronto Maple Leafs vs. New York Americans                         | Toronto Maple Leafs vs. New York Americans | Toronto Maple Leafs vs. New York Americans | Toronto Maple Leafs vs. New York Americans | Toronto Maple Leafs vs. New York Americans | Toronto Maple Leafs vs. New York Americans |
| Datum                                                              | Gostujuća momčad                           | Gostujuća momčad                           | Domaćin                                    | Domaćin                                    |                                            |
| ------------------------------------------------------------------ | ------------------------------------------ | ------------------------------------------ | ------------------------------------------ | ------------------------------------------ | ------------------------------------------ |
| 28. ožujka                                                         | NY Americans                               | 1                                          | 3                                          | Toronto                                    |                                            |
| 31. ožujka                                                         | Toronto                                    | 0                                          | 1                                          | NY Americans                               |                                            |
| 2. travnja                                                         | NY Americans                               | 1                                          | 3                                          | Toronto                                    |                                            |
| 'Toronto pobjeđuje seriju s 2:1 i kvalificira se za Stanleyev Cup. |                                            |                                            |                                            |                                            |                                            |

### Finale Stanleyevog Cupa
| Detroit Red Wings vs. Toronto Maple Leafs               | Detroit Red Wings vs. Toronto Maple Leafs | Detroit Red Wings vs. Toronto Maple Leafs | Detroit Red Wings vs. Toronto Maple Leafs | Detroit Red Wings vs. Toronto Maple Leafs | Detroit Red Wings vs. Toronto Maple Leafs | Detroit Red Wings vs. Toronto Maple Leafs |
| Datum                                                   | Gostujuća momčad                          | Gostujuća momčad                          | Domaćin                                   | Domaćin                                   | Bilješke                                  |                                           |
| ------------------------------------------------------- | ----------------------------------------- | ----------------------------------------- | ----------------------------------------- | ----------------------------------------- | ----------------------------------------- | ----------------------------------------- |
| 4. travnja                                              | Toronto                                   | 1                                         | 3                                         | Detroit                                   |                                           |                                           |
| 6. travnja                                              | Toronto                                   | 4                                         | 9                                         | Detroit                                   |                                           |                                           |
| 9. travnja                                              | Detroit                                   | 3                                         | 4                                         | Toronto                                   | OT°                                       |                                           |
| 6. travnja                                              | Detroit                                   | 3                                         | 2                                         | Toronto                                   |                                           |                                           |
| Detroit pobjeđuje seriju s 3:1 i osvaja Stanleyjev kup. |                                           |                                           |                                           |                                           |                                           |                                           |

° OT = Produžeci

### Najbolji strijelac doigravanja
Kratice: Ut. = Utakmice, G = Golovi, A = Asistencije, B = Bodovi
| Igrač      | Momčad  | Ut. | G | A | B  |
| ---------- | ------- | --- | - | - | -- |
| Frank Boll | Toronto | 9   | 7 | 3 | 10 |

## Nagrade NHL-a
| O'Brien Trophy:            | Montreal Maroons                  |
| Prince of Wales Trophy:    | Detroit Red Wings                 |
| Calder Memorial Trophy:    | Mike Karakas, Chicago Black Hawks |
| Hart Memorial Trophy:      | Eddie Shore, Boston Bruins        |
| Lady Byng Memorial Trophy: | Doc Romnes, Chicago Black Hawks   |
| Vezina Trophy:             | Tiny Thompson, Boston Bruins      |

### All Stars momčad
| Prva momčad                           | Pozicija        | Druga momčad                        |
| ------------------------------------- | --------------- | ----------------------------------- |
| Tiny Thompson, Boston Bruins          | vratar          | Wilf Cude, Montreal Canadiens       |
| Eddie Shore, Boston Bruins            | obrambeni igrač | Earl Seibert, Chicago Black Hawks   |
| Babe Siebert, Boston Bruins           | obrambeni igrač | Ebbie Goodfellow, Detroit Red Wings |
| Hooley Smith, Montreal Maroons        | centar          | Bill Thoms, Toronto Maple Leafs     |
| Charlie Conacher, Toronto Maple Leafs | desni napadač   | Cecil Dillon, New York Rangers      |
| Sweeney Schriner, New York Americans  | lijevi napadač  | Paul Thompson, Chicago Black Hawks  |
| Lester Patrick, New York Rangers      | trener          | Tommy Gorman, Montreal Maroons      |

## Weblinks
- Hacx.de: Sve ljestvice NHL-a  Arhivirana inačica izvorne stranice od 24. siječnja 2008. (Wayback Machine)